# City of Stars
City of Stars ist ein Lied aus dem oscarnominierten Film La La Land (2016), welches von Ryan Gosling und Emma Stone gesungen wird. Der Komponist des Songs ist Justin Hurwitz, der Text dazu wurde von dem Komponisten-Duo Benj Pasek und Justin Paul geschrieben. Das Lied wurde für mehrere Awards nominiert und gewann 2017 unter anderem den Oscar in der Kategorie Bester Song und den Golden Globe in der Kategorie Bester Filmsong.

## Kontext
Das Lied kommt zum ersten Mal in einer Szene vor, in welcher Sebastian auf einem Steg am Hermosa Beach tanzt, das Lied singt und seine Melodie pfeift.
Später singen die beiden Hauptfiguren Mia und Sebastian das Lied als Duett am Klavier, während ein Zusammenschnitt zeigt, wie Sebastian sich auf die Tournee seiner neuen Band vorbereitet und Mia ihren Traum eines eigenen Theaterstückes verwirklicht. Dieses Duett ist die Hauptversion des Songs, welche für diverse Auszeichnungen nominiert wurde.
Eine von Emma Stone gesummte Version des Songs ist im Abspann des Films zu hören.

## Interpretation
Laut Komponist Hurwitz geht es in dem Lied um Sehnsucht. Sebastian singt es, nachdem er Mia um ein Date bittet – er ist aufgeregt und gleichzeitig vorsichtig, da er einige Enttäuschungen hinter sich hat. Der Song verbindet Hoffnung und Trauer. Als er zum zweiten Mal gesungen wird, sind die Hauptfiguren in ihrer Beziehung angekommen und stehen jeweils vor großen Karriereveränderungen.

## Auszeichnungen
„City of Stars“ gewann 2016 den Hollywood Music in Media Award, den Critics’ Choice Award und den StLFCA Award in der Kategorie Bester Song.
2017 bekam das Lied für Best Original Song den Award der Houston Film Critics Society, den Golden Globe, den Satellite Award und den Oscar.
2018 wurde der Song für einen Grammy nominiert.
| Preisverleihung                            | Kategorie                          | Resultat  | Datum             |
| ------------------------------------------ | ---------------------------------- | --------- | ----------------- |
| Hollywood Music in Media Awards            | Best Song – Feature Film           | Gewonnen  | 17. November 2016 |
| Critics’ Choice Awards                     | Best Song                          | Gewonnen  | 11. Dezember 2016 |
| St. Louis Gateway Film Critics Association | Best Song                          | Gewonnen  | 18. Dezember 2016 |
| Houston Film Critics Society               | Best Original Song                 | Gewonnen  | 6. Januar 2017    |
| Golden Globe Awards                        | Best Original Song                 | Gewonnen  | 8. Januar 2017    |
| Satellite Awards                           | Best Original Song                 | Gewonnen  | 19. Februar 2017  |
| Academy Awards                             | Best Original Song                 | Gewonnen  | 26. Februar 2017  |
| Grammy Award                               | Best Song Written for Visual Media | Nominiert | 28. Januar 2018   |